# Beautiful Disaster
Beautiful Disaster ist eine US-amerikanische Dramedy von Roger Kumble. Der Liebesfilm mit Virginia Gardner und Dylan Sprouse in den Hauptrollen basiert auf dem gleichnamigen Roman von Jamie McGuire und kam im April 2023 in die Kinos.
2024 wurde mit Beautiful Wedding eine Fortsetzung veröffentlicht.

## Handlung
Abby ist neu an der Universität. Am ersten Abend wird sie von ihrer besten Freundin America und deren Freund Shepley zu einem illegalen Underground-Boxkampf mitgenommen. Hier steigt Travis in den Ring, ein Badboy und absoluter Womanizer der ganzen Uni. Sie lernen sich kennen. Der MMA-Kämpfer will ihr imponieren, doch Abby reagiert zuerst abweisend auf seine Avancen. Fasziniert von ihrem Widerstand wettet er mit ihr, sie müsse einen Monat lang mit ihm zusammenziehen, sollte er seinen nächsten Kampf gewinnen, was ihm auch gelingt.
So ziehen sie zusammen, freunden sich in den darauffolgenden Wochen an und entwickeln bald beide romantische Gefühle für den jeweils anderen.

## Literarische Vorlage
Der Film basiert auf dem Roman Beautiful Disaster (2011) von Jamie McGuire. Es handelt sich um den ersten Band einer Reihe, die bis Something Beautiful (2015) fortgesetzt wurde, in der es um Abby Abernathy, die Maddox-Brüder, ihren Cousin und deren Freunde geht. Beautiful Disaster war McGuires erster Roman und wurde ein internationaler Erfolg.

## Produktion
Regie führte Roger Kumble, der auch McGuires Roman für den Film adaptierte. Bekannt wurde Kumble insbesondere durch seinen Film Eiskalte Engel (1999).
Virginia Gardner spielt Abby Abernathy und Dylan Sprouse ihren Kommilitonen Travis Maddox. Sprouse war bereits in Kumbles Film After Truth zu sehen, ebenso Rob Estes, der Benny und Samuel Larsen, der Jesse Viveros spielt. Austin North spielt Shepley, den Cousin von Travis. Libe Barer spielt America Mason und Rob Estes Benny. Autumn Reeser ist in der Rolle von Professor Felder und Brian Austin Green in der Rolle von Mick Abernathy zu sehen.
Die Dreharbeiten wurden Anfang Dezember 2021 beendet.
Die Filmmusik komponierte Sam Ewing. Das Soundtrack-Album mit insgesamt 17 Musikstücken wurde am 14. April 2023 von Sparks and Shadows als Download veröffentlicht.
Der erste Trailer für Beautiful Disaster wurde im August 2022 vorgestellt. Der Kinostart in Deutschland erfolgte am 6. April 2023, in den USA am 12. April 2023.

## Rezeption

### Altersfreigabe
In den Vereinigten Staaten erhielt Beautiful Disaster von der MPAA ein R-Rating, was einer Freigabe ab 17 Jahren entspricht. In Deutschland wurde der Film von der FSK ab 12 Jahren freigegeben. In der Freigabebegründung heißt es, der Film enthalte eindrückliche Boxkampfszenen und vor allem im letzten Drittel einige dramatische Bedrohungssituationen, bei denen es auch zu körperlicher Gewalt kommt. Diese Szenen bewegten sich jedoch in einem Rahmen, der Zuschauende ab 12 Jahren nicht überfordert. Zudem würden einige humorvolle Situationen genug Gelegenheit zur Entlastung bieten. Sehr vereinzelte Sexszenen seien romantisch inszeniert und zurückhaltend bebildert, sodass auch in dieser Hinsicht keine Überforderung bei Zuschauenden ab 12 Jahren zu befürchten sei.

### Kritiken und Besucherzahlen

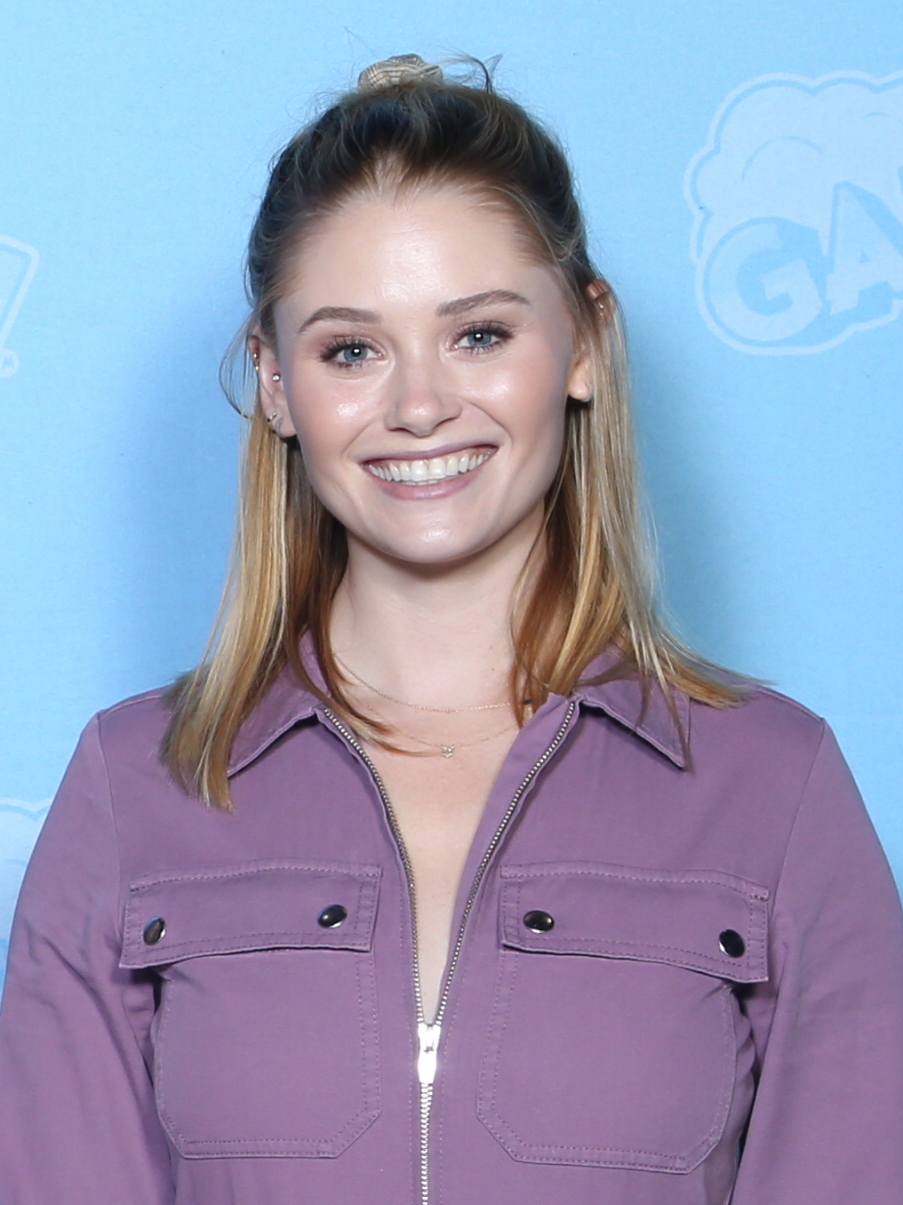
Virginia Gardner spielt Abby Abernathy

Gaby Sikorski schreibt in ihrer Kritik bei Filmstarts, in Beautiful Disaster sei alles dran und alles drin: „Liebe, Sex, Leidenschaft und Eifersucht – es prickelt und knistert an allen Ecken und Enden wie in einem wahr gewordenen 50er-Jahre-Teenie-Traum … insgesamt eine erstaunlich altmodische Sicht auf das studentische Leben, ganz ohne intellektuelle Auseinandersetzungen, ohne #MeToo und Diversität, aber dafür mit einer wirkungsvollen Ästhetik: Junge, schöne Männer präsentieren ihre Muskeln und Waschbrettbäuche, allen voran Dylan Sprouse, der in seinem Spiel und in seiner physischen Präsenz gelegentlich an den jungen Brad Pitt erinnert.“ Einen großen Teil seiner Anziehungskraft verdanke er vermutlich ebenfalls einem ausgeprägt jungenhaften Charme, und ähnlich intensiv, aber weniger suggestiv sei Virginia Gardners Ausstrahlung, die Sikorski als eine Mischung aus Unschuld und Koketterie beschreibt, die perfekt zu ihrem engelsgleichen Aussehen passe. Zwischen den beiden Jungstars stimme die sprichwörtliche Chemie, auch wenn das ganze Hin und Her zwischen Abby und Travis irgendwann leicht unglaubwürdig wirke und die Las-Vegas-Gangster-Geschichte etwas unvermittelt komme und beinahe wie rangeklatscht wirke. Auch wenn hierdurch noch einmal Spannung aufgebaut werden soll, verliere der Film irgendwann den Charme und Humor, den Roger Kumble zu Beginn von Beautiful Disaster nutzte.
In den deutschen Kinos verzeichnet der Film 200.995 Besucher.

## Synchronisation
Die deutsche Synchronisation entstand nach einem Dialogbuch und der Dialogregie von Madeleine Stolze im Auftrag der Mo Synchron GmbH, München.
| Darsteller         | Synchronsprecher     | Rolle          |
| ------------------ | -------------------- | -------------- |
| Virginia Gardner   | Malika Bayerwaltes   | Abby Abernathy |
| Dylan Sprouse      | Lenny Peteanu        | Travis Maddox  |
| Libe Barer         | Carolin Sophie Göbel | America Mason  |
| Rob Estes          | Frank Röth           | Benny          |
| Samuel Larsen      | Benjamin Mereis      | Jesse Viveros  |
| Brian Austin Green | Robert Dölle         | Mick Abernathy |
| Austin North       | Felix Mayer          | Shepley Maddox |